# 隆子女王 (伏見宮貞敬親王王女)
隆子女王（たかこにょおう、文化15年4月5日（1818年5月9日） - 万延元年6月25日（1860年8月11日））は、江戸時代後期の女性皇族。通称は幾佐宮（きさのみや）。後述する出奔事件で知られる。

## 略伝
伏見宮貞敬親王の11女として生まれる。
天保12年（1841年）10月12日、突如伏見宮家の御殿から乳母と共に家出するという騒動を起こす。伏見宮家は京都所司代まで失踪届を出すほどの大きな騒ぎとなり、結局10月29日に年上の甥（系譜上は異母兄）に当たる勧修寺門跡済範入道親王（後の山階宮晃親王）と同行しているところを与力・同心に明石で発見され、京に連れ戻される。この騒動に対する時の天皇・仁孝天皇の怒りはすさまじく、済範は門跡を解任された上、親王の身分も取り上げられて東寺に幽閉、伏見宮邦家親王（隆子女王の異母兄、済範の実父）も閉門処分となった。当事者である隆子女王は出家させられて瑞龍寺に生涯お預かりの処分となる。
生涯処分が解かれることはなく、万延元年（1860年）に病気のため瑞龍寺で死去。
中宮寺門跡で隆子女王の妹に当たる尊澄成純の働きかけにより賀陽宮朝彦親王の誓願で罪が許されたのは死後4年経った元治2年（1865年）正月のことであった。